# Grammy Award for Best Jazz Vocal Performance, Female

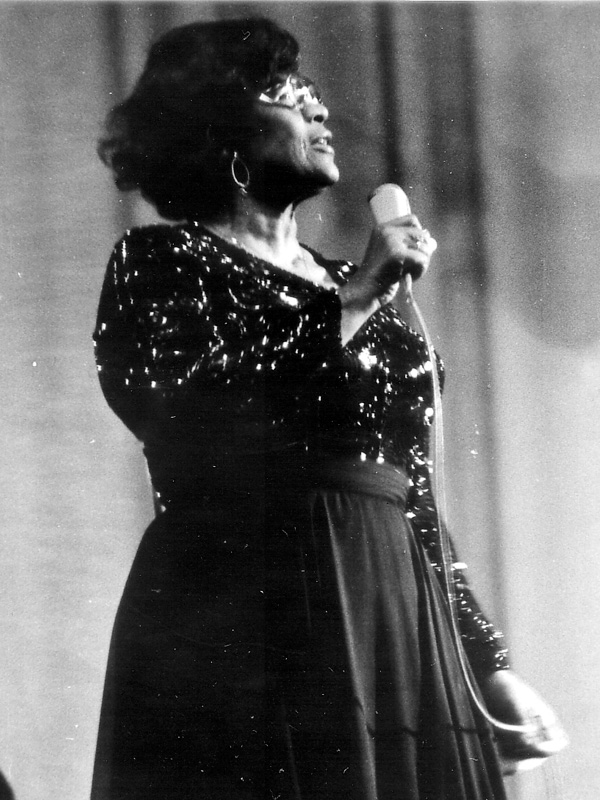
Ella Fitzgerald hat den Grammy Award for Best Jazz Vocal Performance, Female insgesamt vier Mal erhalten.

Der Grammy Award for Best Jazz Vocal Performance, Female, auf Deutsch „Grammy-Auszeichnung für die beste weibliche Jazz-Gesangsdarbietung“, war ein Musikpreis, der von 1981 bis 1884 und von 1986 bis 1991 von der amerikanischen Recording Academy im Bereich der Jazzmusik verliehen wurde.

## Geschichte und Hintergrund
Die seit 1959 verliehenen Grammy Awards werden jährlich in zahlreichen Kategorien von der Recording Academy in den Vereinigten Staaten vergeben, um künstlerische Leistung, technische Kompetenz und hervorragende Gesamtleistung ohne Rücksicht auf die Album-Verkäufe oder Chart-Position zu würdigen.
Eine dieser Kategorien ist der Grammy Award for Best Jazz Vocal Performance, Female. Der Preis wurde von 1981 bis 1884 und von 1986 bis 1991 vergeben. Erste Preisträgerin der Auszeichnung im Jahr 1981 war Ella Fitzgerald für ihr Album A Perfect Match. Fitzgerald hält auch den Rekord an Preisverleihungen in dieser Kategorie mit vier Siegen. Diane Schuur ist die einzige andere Künstlerin, die die Auszeichnung mehr als einmal erhielt, mit zwei Siegen in Folge. Betty Carter und Maxine Sullivan teilen den Rekord der meisten Nominierungen ohne Sieg mit jeweils drei Nominierungen.

## Gewinner und Nominierte
| Jahr | Gewinner                                                                               | Nationalität                                                                           | Werk                                                                                   | Nominierte | Bild des/der Gewinner(s)                                                               |
| ---- | -------------------------------------------------------------------------------------- | -------------------------------------------------------------------------------------- | -------------------------------------------------------------------------------------- | --- | -------------------------------------------------------------------------------------- |
| 1981 | Ella Fitzgerald                                                                        | Vereinigte Staaten                                                                     | A Perfect Match – Ella And Basie                                                       | - Betty Carter – The Audience with Betty Carter - Helen Humes – Helen Humes and the Muse All Stars - Helen Merrill – Chasin’ the Bird - Sarah Vaughan – The Duke Ellington Songbook, Vol. 1   |                                                                                        |
| 1982 | Ella Fitzgerald                                                                        | Vereinigte Staaten                                                                     | Digital III at Montreux                                                                | - Ernestine Anderson – Never Make Your Move Too Soon - Helen Humes – Helen - Etta Jones – Save Your Love for Me - Janet Lawson – The Janet Lawson Quintet                                     |                                                                                        |
| 1983 | Sarah Vaughan                                                                          | Vereinigte Staaten                                                                     | Gershwin Live!                                                                         | - Ella Fitzgerald – A Classy Pair - Chaka Khan – Echoes of an Era - Cleo Laine – Smilin’ Through - Maxine Sullivan – Maxine Sullivan with the Ike Isaacs Quartet                              |                                                                                        |
| 1984 | Ella Fitzgerald                                                                        | Vereinigte Staaten                                                                     | The Best Is Yet to Come                                                                | - Ernestine Anderson – Big City - Betty Carter – Whatever Happened to Love? - Sue Raney – Sue Raney Sings the Music of Johnny Mandel - Sarah Vaughan – Crazy and Mixed Up                     |                                                                                        |
| 1985 | In diesem Jahr wurde die Auszeichnung Grammy Award for Best Jazz Vocal Album vergeben. | In diesem Jahr wurde die Auszeichnung Grammy Award for Best Jazz Vocal Album vergeben. | In diesem Jahr wurde die Auszeichnung Grammy Award for Best Jazz Vocal Album vergeben. | In diesem Jahr wurde die Auszeichnung Grammy Award for Best Jazz Vocal Album vergeben. | In diesem Jahr wurde die Auszeichnung Grammy Award for Best Jazz Vocal Album vergeben. |
| 1986 | Cleo Laine                                                                             | Vereinigtes Königreich                                                                 | Cleo at Carnegie: The 10th Anniversary Concert                                         | - Cheryl Bentyne – Meet Benny Bailey - Tania Maria – Made in New York - Flora Purim – 20 Years Blue - Janis Siegel – Sing Joy Spring - Maxine Sullivan – The Great Songs from the Cotton Club |                                                                                        |
| 1987 | Diane Schuur                                                                           | Vereinigte Staaten                                                                     | Timeless                                                                               | - Etta James – Blues in the Night, Volume 1: The Early Show - Flora Purim – Esquinas - Sue Raney – Flight of Fancy - Maxine Sullivan – Uptown                                                 |                                                                                        |
| 1988 | Diane Schuur                                                                           | Vereinigte Staaten                                                                     | Diane Schuur & the Count Basie Orchestra                                               | - Ella Fitzgerald – Easy Living - Carmen McRae – Any Old Time - Janis Siegel – At Home - Sarah Vaughan – Brazilian Romance                                                                    |                                                                                        |
| 1989 | Betty Carter                                                                           | Vereinigte Staaten                                                                     | Look What I Got!                                                                       | - Lena Horne – The Men in My Life - Rickie Lee Jones – Autumn Leaves - Peggy Lee – Miss Peggy Lee Sings the Blues - Carmen McRae – Fine and Mellow                                            |                                                                                        |
| 1990 | Ruth Brown                                                                             | Vereinigte Staaten                                                                     | Blues on Broadway                                                                      | - Dee Dee Bridgewater – Live in Paris - Anita O’Day – In a Mellow Tone - Diane Schuur – The Christmas Song - Janis Siegel – Short Stories                                                     |                                                                                        |
| 1991 | Ella Fitzgerald                                                                        | Vereinigte Staaten                                                                     | All That Jazz                                                                          | - Betty Carter – Droppin’ Things - Peggy Lee – The Peggy Lee Songbook: There’ll Be Another Spring - Carmen McRae – Carmen Sings Monk - Dianne Reeves – I Got It Bad and Ain't That Good       |                                                                                        |